# 毕宿一
毕宿一，即金牛座ε（ε Tau，ε Tauri）是一颗位于金牛座的恒星，它是离太阳系最近的疏散星团——毕宿星团的六颗巨星之一，和毕宿五一起组成金牛座的一对眼睛。

## 特征
毕宿一是一颗K0型的橘色巨星，视星等为+3.53。这颗恒星在其主序星阶段可能是一颗A型恒星，现在它已经度过主序星阶段，现在膨胀成为一颗红团簇巨星，核心使用氦核聚变来提供能量。
作为毕宿星团的成员，毕宿一的年龄被限制在6.25亿年内。天文学家对毕宿一的视差测量为22.24 ± 0.25角分，据此计算出它距离地球约147光年（45秒差距）。毕宿一的半径约是太阳半径的12.7倍，亮度是太阳光度的97倍，质量是太阳质量的2.7倍，表面温度约为4901K。
由于毕宿一的位置接近黄道，故经常被月球所遮掩。此外，太阳系的行星如水星与金星等也有可能遮掩它，但这现象非常罕见。
毕宿一拥有一颗11等的伴星，在天球和主星的距离为182角秒。

## 命名
在中国古代星官系统中，毕宿一属于西方白虎七宿中毕宿第一星，这也是毕宿一名字的来由。
它的西方传统名字为Ain（来源于阿拉伯语عين），有时也被称为Oculus Borealis，都是“眼睛”的意思。
毕宿一的拜耳命名法为金牛座ε，佛氏命名为金牛座74，HD星表中编号第28305，依巴谷星表编号第20889。

## 行星系统
2007年2月7日，天文学家利用多普勒光谱法发现毕宿一拥有一颗大质量的行星金牛座εb。这颗行星沿着一个离心轨道围绕毕宿一公转，公转周期为1.6年。这也是在毕宿星团发现的首颗太阳系外行星。目前，在毕宿星团并没有发现其他的系外行星。不过天文学家曾于1998年在属于毕宿星流、可能诞生于毕宿星团之后缓慢地远离毕宿星团的时钟座ι中也发现行星的存在。
毕宿一行星系统资料如下：
| 成員 (依恆星距離) | 质量            | 半長軸 (AU)   | 轨道周期 (天) | 離心率          | 傾角 | 半径 |
| ----------------- | --------------- | ------------- | ------------- | --------------- | ---- | ---- |
| b                 | >7.6 (± 0.2) M⊕ | 1.93 (± 0.03) | 594.9 (± 5.3) | 0.151 (± 0.023) | —    | —    |